# Egor Krimets
Egor Krimets (tiếng Uzbek: Егор Кримец hay Yegor Krimets, sinh ngày 27 tháng 1 năm 1992) là một cầu thủ bóng đá người Uzbekistan hiện tại thi đấu cho Pakhtakor.

## Sự nghiệp câu lạc bộ
Krimets khởi đầu sự nghiệp với gã khổng lồ của Giải bóng đá vô địch quốc gia Uzbekistan Pakhtakor Tashkent năm 2010. Anh chuyển đến đội bóng Giải bóng đá ngoại hạng Trung Quốc Beijing Guoan theo hợp đồng cho mượn 1 năm vào ngày 25 tháng 1 năm 2013.
Ngày 11 tháng 1 năm 2016, Krimets được cho mượn đến Beijing Guoan một lần nữa với thời hạn 2 năm.

## Sự nghiệp quốc tế
Vào tháng 11 năm 2012, Krimets lần đàu tiên được triệu tập vào đội tuyển quốc gia Uzbekistan để thi đấu Vòng loại giải vô địch bóng đá thế giới 2014 khi Uzbekistan thi đấu trước Iran. Anh là cầu thủ dự bị không được sử dụng trong trận đấu.

## Thống kê sự nghiệp
Tính đến 4 tháng 11 năm 2017
| Câu lạc bộ          | Mùa giải            | Giải vô địch | Giải vô địch | Cúp     | Cúp       | AFC     | AFC       | Tổng    | Tổng      |
| Câu lạc bộ          | Mùa giải            | Số trận      | Bàn thắng    | Số trận | Bàn thắng | Số trận | Bàn thắng | Số trận | Bàn thắng |
| ------------------- | ------------------- | ------------ | ------------ | ------- | --------- | ------- | --------- | ------- | --------- |
| Pakhtakor           | 2010                | 0            | 0            | 1       | 0         | 0       | 0         | 1       | 0         |
| Pakhtakor           | 2011                | 16           | 1            | 5       | 0         | 3       | 1         | 24      | 2         |
| Pakhtakor           | 2012                | 21           | 3            | 5       | 0         | 4       | 0         | 30      | 3         |
| Pakhtakor           | Tổng                | 37           | 4            | 11      | 0         | 7       | 1         | 55      | 5         |
| Bắc Kinh Quốc An    | 2013                | 13           | 0            | 3       | 0         | 2       | 0         | 18      | 0         |
| Bắc Kinh Quốc An    | Tổng                | 13           | 0            | 3       | 0         | 2       | 0         | 18      | 0         |
| Pakhtakor           | 2014                | 24           | 5            | 5       | 0         | -       | -         | 29      | 5         |
| Pakhtakor           | 2015                | 28           | 3            | ?       | ?         | 5       | 0         | 33      | 3         |
| Pakhtakor           | Tổng                | 52           | 8            | 5       | 0         | 5       | 0         | 62      | 8         |
| Bắc Kinh Quốc An    | 2016                | 28           | 0            | 3       | 1         | -       | -         | 31      | 1         |
| Bắc Kinh Quốc An    | 2017                | 5            | 0            | 0       | 0         | -       | -         | 5       | 0         |
| Bắc Kinh Quốc An    | Tổng                | 33           | 0            | 3       | 1         | 0       | 0         | 36      | 1         |
| Tổng cộng sự nghiệp | Tổng cộng sự nghiệp | 135          | 12           | 22      | 1         | 14      | 1         | 171     | 14        |

### Bàn thắng quốc tế
Tỷ số và kết quả liệt kê bàn thắng của Uzbekistan trước.
| #  | Ngày                | Địa điểm                                     | Đối thủ      | Tỷ số | Kết quả | Giải đấu                 |
| -- | ------------------- | -------------------------------------------- | ------------ | ----- | ------- | ------------------------ |
| 1. | 24 tháng 8 năm 2016 | Sân vận động Bunyodkor, Tashkent, Uzbekistan | Burkina Faso | 1–0   | 1–0     | Giao hữu                 |
| 2. | 6 tháng 9 năm 2016  | Sân vận động Jassim Bin Hamad, Doha, Qatar   | Qatar        | 1–0   | 1–0     | Vòng loại World Cup 2018 |

## Danh hiệu
Pakhtakor
- Giải bóng đá vô địch quốc gia Uzbekistan (2): 2012, 2014
- Á quân Giải bóng đá vô địch quốc gia Uzbekistan (1): 2010
- Cúp bóng đá Uzbekistan: 2011

Beijing Guoan
- Chinese Premier League 3rd: 2013